# Гіндустані
Гіндустані — індоіранська мова або група споріднених діалектів, що домінує у Північній Індії та Пакистані та зазвичай поділяється на дві головні підгрупи: гінді та урду. Гіндустані у двох її варіантах (гінді й урду) є другою (за іншими даними — третьою) мовою у світі за кількістю мовців після китайської (та, можливо, англійської).

## Літературні мови й діалекти
Гіндустані має чотири стандартизовані літературні мови, дві з яких мають статус офіційних мов:
- Стандартна гінді,
- Стандартна урду,
- Дакхані (буквально «південна») — менш персизований варіант урду, поширений в районі індійського міста Хайдерабад,
- Рекхта — найперсизованіший варіант урду, яким розмовляли при дворі моголів.

Крім цих стандартних діалектів гіндустані охоплює багато нестандартизованих діалектів, як на території Південної Азії, так і за її межами. Так, багато діалектів виникли на островах Океанії та Вест-Індії у спільнотах переселенців з Індії. З них фіджійська гінді розглядається як окрема мова, що перейшла на латинську абетку й отримала державний статус. Карибські варіанти гіндустані, поширені в Суринамі, Гаяні та островах Вест-Індії, офіційного статусу та письмової норми не мають.

## Історія
Термін гіндустані був запроваджений європейцями у XV столітті. Проте за свою кількасотлітню історію цей термін зазнав деяких змін. Для перськомовних завойовників Індії гіндустані спершу був загальним поняттям на означення місцевих мов Північної Індії. Гіндустані розвинулася з делійського варіанту діалекту кхарі-болі. З XIX століття гіндустані стала лінгва-франка в північній Індії. На її основі було створено дві стандартні мовні норми: гінді й урду, які витіснили більш ранні літературні мови (авадхи, брадж бхакха, садхукадді). До розділу Британської Індії назви «гінді», «гіндустані» і «урду» були синонімами. Після розділу Британської Індії в 1947 році Індія і Пакистан стали розвивати свої варіанти мови — в Індії гінді, який використовує деванагарі та орієнтується на запозичення термінології з санскриту, а в Пакистані урду, що використовує арабсько-перське письмо й орієнтується на запозичення термінології з арабської і перської мов. У підсумку спеціальні тексти на гінді малозрозумілі для того, хто знає тільки урду, і навпаки. Водночас розмовні варіанти гінді й урду не зазнали такого штучного припливу запозичень і залишаються взаємно зрозумілими. Зокрема, в індійських кінофільмах (див. Боллівуд) навмисно використовується «нейтральний» гіндустані, добре зрозумілий як індійцям, так і пакистанцям.

## Мова урду

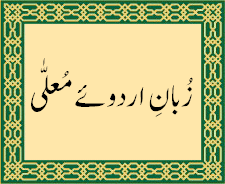
Фраза Zaban-e Urdu-e Mualla, написана арабським каліграфічним шрифтом насталік

Урду є національною мовою Пакистану та офіційно визнаною мовою Індії. Урду є офіційною мовою індійських штатів Андхра-Прадеш, Джамму й Кашмір, Столична територія Делі, Уттар-Прадеш та Біхар, де мешкає велика частка мусульманського населення.

## Мова гінді

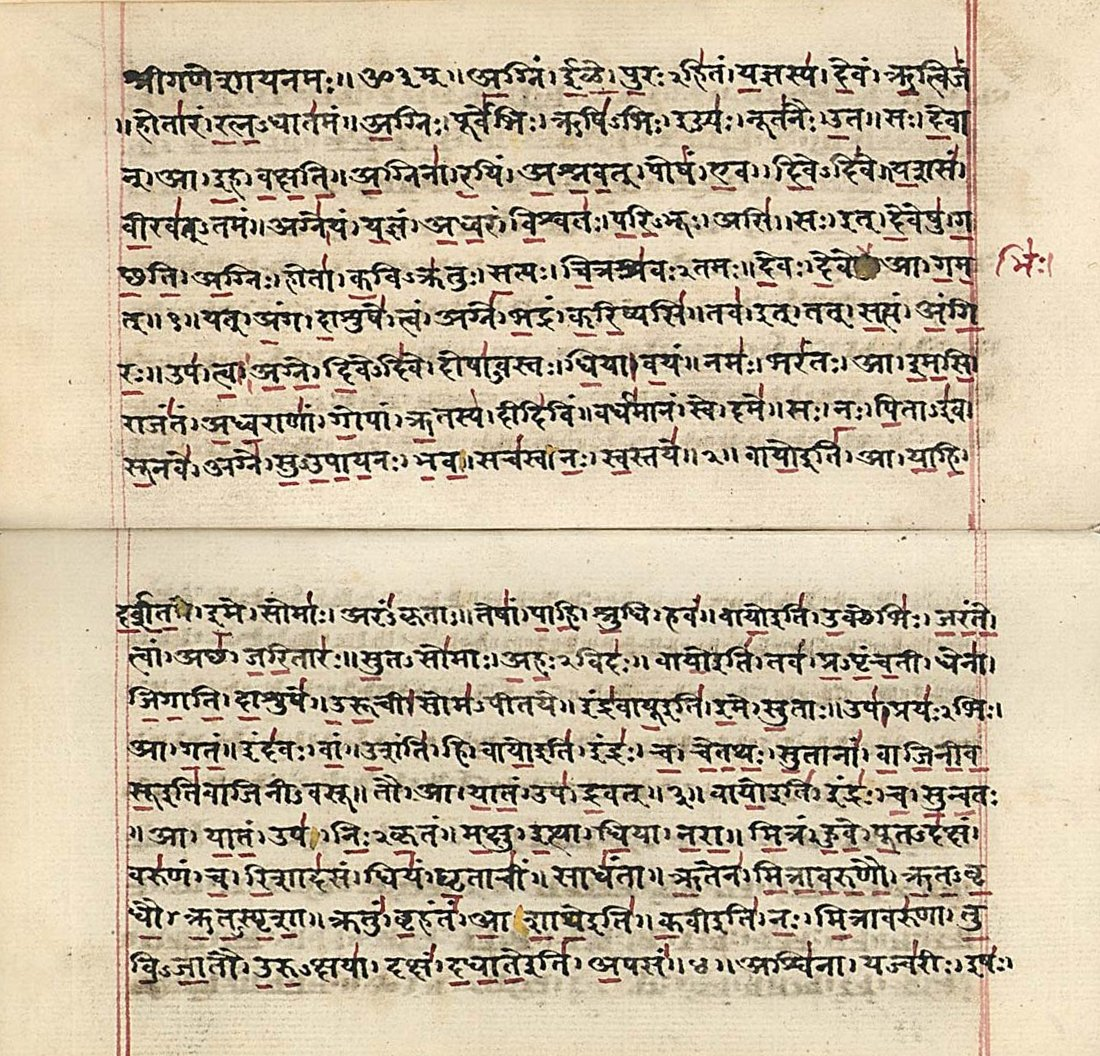
Ригведа, рукопис, написаний шрифтом деванагарі (початок XIX ст.)

Гінді є офіційною мовою Індії. Основою гінді став діалект кхарі-болі, що ним розмовляють у Делі та околицях. Основні відмінності від урду — використання письма деванагарі та менший вплив перської мови. За останні 500 років мовою гінді було створено визначні пам'ятки літератури, філософської та релігійної думки. Гінді є домінуючою мовою в районі Індійського плоскогір'я.
В Індії термін «гіндустані» не має широкого вжитку в значенні мови, а лише як поняття музики, де він означає стиль класичної індійської музики (англ. Hindustani classical music). Натомість, коли йдеться про мову, то в Індії надають перевагу назві гінді.

## Базаар гіндустані
Термін «гіндустані» може вживатися у значенні сукупності діалектів щоденної мови на противагу до стандартизованих урду та гінді. Це значення передається терміном Bazaar Hindustani, тобто базарна гіндустані Так звана базарна гіндустані є піджиноподібним соціолектом зі спрощеною граматикою (зменшення кількості флексій).

## Гіндустані за межами Південної Азії
Окрім ролі лінгва франка в Індії та Пакистані, гіндустані вживається представниками південноазійської діаспори в Північній Америці, Європі, Африці та на Близькому Сході.
Гіндустані також розмовляють в М'янмі, де за колоніальних часів англійці запровадили гінді як офіційну мову. Ще досі багато представників старшого покоління в М'янмі розмовляють гіндустані, проте ця мова не має офіційного статусу.
За межами Індійського субконтиненту термін «гіндустані» часто вживається як синонім до прикметника «індійський» і використовується на позначення різних діалектів гінді.
Фіджійська гіндустані (Fijian Hindustani, Fiji Hindi), наприклад, походить не безпосередньо з гінді, а з одного з її східних діалектів — авадхі. На відміну від авадхі, фіджійська гінді зазнала сильного впливу мови Бходжпурі. Фіджійською гінді розмовляє більшість індо-фіджійської громади, що становить 38,1 % населення Фіджі.
Карибська гіндустані є також різновидом мови бходжпурі. Цією мовою розмовляють в таких країнах, як Суринам, Гвіана, Тринідад і Тобаго та Беліз.
Сурнамі гіндустані (англ. Sarnami Hindustani) є другою за поширеністю мовою Суринаму після нідерландської, що пов'язано з великою в минулому хвилею іміграції до Суринаму з індійських штатів Біхар та Уттар-Прадеш. Етнічні індійці становлять 37 % населення Суринаму і є найбільшою етнічною групою країни. Ця мова є рідною приблизно для 165 000 суринамців, що проживають як на батьківщині, так і за кордоном. Близько 150 000 носіїв сурнамі гіндустані живуть на півночі в прибережній зоні. Сурнамі також розмовляють багато суринамських іммігрантів в Нідерландах, особливо представники старшого покоління. Слово «sarnami» буквально означає «суринамський». Термін «Sarnami Hindoestani» був уперше використаний в 1961 році Дж. Г. Адгіном (J.H. Adhin).

## Гінді й урду
Гінді й урду в усному мовленні розглядаються як два варіанти однієї мови, проте вони мають суттєві лексичні відмінності та відмінності на письмі (див. розділ письмо). Літературна урду зазнала відчутного впливу перської та арабської мов, тоді як гінді — санскриту й пракритів. Граматика та базова лексика (займенники, основні дієслова) як гінді, так і урду дуже подібна й походить з пракритської основи з впливом перської мови для обох варіантів.
Лексичні відмінності урду й гінді заторкують фахові мови, термінологію, наприклад, у релігійній сфері. Вони також спричинені самостійним розвитком цих мовних варіантів у двох різних країнах (Індія і Пакистан), що мають свої особливі реалії.
Граматика і фонетична система обох варіантів гіндустані настільки близькі, що мовці урду й гінді можуть легко розуміти один одного.

## Гіндустані й Боллівуд
Індійська кіноіндустрія Боллівуд, що розташовується у місті Мумбаї (штат Махараштра), використовує у своїх кінострічках діалекти гінді-урду, авадхі, раджастхані, пенджабі, а також дуже часто бомбейський варіант гінді (Bambaiya Hindi), що має багато англіцизмів. Деякі з пісень, на які багаті кінофільми Боллівуду, виконуються в стилі поетичної традиції урду (Urdu Shayari).
Зазвичай назва фільму подається латинкою, на деванагарі та персо-арабським письмом. У кінофільмах історичної тематики про період Імперії моголів чи Делійського султанату є багато термінів урду. Тоді як фільми на індуїстські міфологічні сюжети значною мірою використовують терміни санскритського походження, відсутні в урду.

## Лоллівуд та фільми урду
За аналогією до Голлівуду та Боллівуду в Лахорі (Пакистан) було створено центр кіновиробництва Лоллівуд (урду لالی وڈ). Більшість фільмів створюється тут мовою урду.

## Письмо
Персько-арабське письмо, що використовується для текстів мовою урду:
| جھ | ڄ | ج  | پ  | ث | ٺ  | ٽ  | ٿ  | ت  | ڀ  | ٻ  | ب  | ا |
| -- | - | -- | -- | - | -- | -- | -- | -- | -- | -- | -- | - |
| ɟʱ | ʄ | ɟ  | p  | s | ʈʰ | ʈ  | tʰ | t  | bʱ | ɓ  | b  | * |
| ڙ  | ر | ذ  | ڍ  | ڊ | ڏ  | ڌ  | د  | خ  | ح  | ڇ  | چ  | ڃ |
| ɽ  | r | z  | ɖʱ | ɖ | ɗ  | dʰ | d  | x  | h  | cʰ | c  | ɲ |
| ڪ  | ق | ڦ  | ف  | غ | ع  | ظ  | ط  | ض  | ص  | ش  | س  | ز |
| k  | x | pʰ | f  | ɣ | ∅  | z  | t  | z  | s  | ?  | s  | z |
|    | ي | ه  | و  | ڻ | ن  | م  | ل  | ڱ  | گھ | ڳ  | گ  | ک |
| *  | h | *  | ɳ  | n | m  | l  | ŋ  | ɡʱ | ɠ  | ɡ  | kʰ |   |

Письмо денавагарі, що використовується для текстів мовою гінді:
| अ | आ  | इ | ई | उ | ऊ | ए | ऐ  | ओ  | औ  |
| - | -- | - | - | - | - | - | -- | -- | -- |
| a | ā  | i | ī | u | ū | e | ai | o  | au |
| क | ख  | ख़ | ग | ॻ | ग़ |   | घ  |    | ङ  |
| k | kʰ | x | ɡ | ɠ | ɣ |   | ɡʱ |    | ŋ  |
| च | छ  |   | ज | ॼ | ज़ |   | झ  |    | ञ  |
| c | cʰ |   | ɟ | ʄ | z |   | ɟʱ |    | ɲ  |
| ट | ठ  |   | ड | ॾ | ड़ |   | ढ  | ढ़  | ण  |
| ʈ | ʈʰ |   | ɖ | ɗ | ɽ |   | ɖʱ | ɽʰ | ɳ  |
| त | थ  |   | द |   |   |   | ध  |    | न  |
| t | tʰ |   | d |   |   |   | dʱ |    | n  |
| प | फ  | फ़ | ब | ॿ |   |   | भ  |    | म  |
| p | pʰ | f | b | ɓ |   |   | bʱ |    | m  |
| य | र  | ल | व |   |   |   |    |    |    |
| j | r  | l | ʋ |   |   |   |    |    |    |
| श | ष  | स | ह |   |   |   |    |    |    |
| ʃ | ʂ  | s | h |   |   |   |    |    |    |

## Фонетика
Фонетична система обох варіантів гіндустані — гінді й урду — спільна.

### Голосні
| \| \| Передні \| Середні \| Задні \| \| ----------------------------- \| ------- \| -------- \| ------- \| \| Верхні \| i ː ĩ ː \| \| u ː ũ ː \| \| Середньо-верхні \| i ĩ \| \| u ũ \| \| Середні \| e ẽ \| \| o õ \| \| Середньо-нижні \| ɛ \| \| ɔ \| \| Нижні \| \| a a: ã ː \| \| \| Голосні гінді за О. Коулу.[4] \| \| \| \| |         |          |         |
| | Передні | Середні  | Задні   |
| Верхні | i ː ĩ ː |          | u ː ũ ː |
| Середньо-верхні | i ĩ     |          | u ũ     |
| Середні | e ẽ     |          | o õ     |
| Середньо-нижні | ɛ       |          | ɔ       |
| Нижні |         | a a: ã ː |         |
| Голосні гінді за О. Коулу. |         |          |         |

### Приголосні
Таблиця: Приголосні гінді та урду. Маргінальні фонеми та фонеми, що зустрічаються не у всіх варіантах, подано в дужках.
|              | Губно-губні | Губно-губні | Губно- зубні | Губно- зубні | Зубні/ Альвеолярні | Зубні/ Альвеолярні | Ретрофлексні | Ретрофлексні | Постальвеолярні/ палатальні | Постальвеолярні/ палатальні | Задньоязичні | Задньоязичні | Увулярні | Увулярні | Глоткові | Глоткові |
| ------------ | ----------- | ----------- | ------------ | ------------ | ------------------ | ------------------ | ------------ | ------------ | --------------------------- | --------------------------- | ------------ | ------------ | -------- | -------- | -------- | -------- |
| Носові       | m           | m           |              |              | n                  | n                  | (ɳ)          | (ɳ)          |                             |                             |              |              |          |          |          |          |
| Проривні     | p pʰ        | b bʱ        |              |              | t̪ t̪ʰ               | d̪ d̪ʱ               | ʈ ʈʰ         | ɖ ɖʱ         |                             |                             | k kʰ         | ɡ ɡʱ         | (q)      |          |          |          |
| Африкати     |             |             |              |              |                    |                    |              |              | tʃ tʃʰ                      | dʒ dʒʱ                      |              |              |          |          |          |          |
| Фрикативні   |             |             | f            |              | s                  | z                  |              |              | ʃ                           |                             | (x)          | (ɣ)          |          |          |          | ɦ        |
| Флепи        |             |             |              |              | ɾ                  | ɾ                  | (ɽ) (ɽʱ)     | (ɽ) (ɽʱ)     |                             |                             |              |              |          |          |          |          |
| Апроксиманти |             |             | ʋ            | ʋ            | l                  | l                  |              |              | j                           | j                           |              |              |          |          |          |          |

## Граматика
Для морфології гіндустані характерні як синтетичні, так і аналітичні форми. В іменників граматичні категорії виражаються за допомогою суфіксів та відокремлених постфіксів (первісних, або «простих», і похідних, або «складних»), у дієслова — за допомогою суфіксів та допоміжних дієслів (первинних, що передають основні значення часу і способу, та вторинних, що передають значення способу дії та деякі інші).
Іменники мають категорії роду (2), числа (2), відмінка (3).
Відмінювання іменників
|                 |                    | Од.             | Од.                | Мн.              | Мн.  | Мн.  |
| Прямий відмінок | Загальний відмінок | Прямий відмінок | Загальний відмінок | Кличний відмінок |      |      |
| --------------- | ------------------ | --------------- | ------------------ | ---------------- | ---- | ---- |
| Чол.            | I                  | -ā              | -e                 | -e               | -õ   | -o   |
| Чол.            | II                 |                 |                    |                  | +õ   | +o   |
| Жін.            | I                  | -ī, -i, -iyā    | -ī, -i, -iyā       | -iyā̃             | -iyõ | -iyo |
| Жін.            | II                 |                 |                    | +ẽ               | +õ   | +o   |

Прикметники поділяються на дві групи: відмінювальні та невідмінювальні. Числівники мають децимальну структуру, як і в інших індоарійських мовах (наприклад, непалі). Дієслова мають категорії виду (перфектний, габітуальний та тривалий), часу та способу.
Гіндустані є мовою, в якій порядок слів у реченні будується за схемою SOV (підмет — означення — присудок). Для синтаксису характерна ергативна конструкція речення з присудком, вираженим формою доконаного виду перехідного дієслова.

### Граматичні відмінності
Відмінності між урду й гінді є не лише на лексичному рівні. Попри велику подібність граматичних систем урду і гінді, існує низка відмінностей і на цьому мовному рівні.
- У непрямих конструкціях, в яких використовується chaahiye (хотіти), в урду також вживають форму множини chaahiye'n.

| Мова  | Транслітероване речення                            | Український переклад          |
| ----- | -------------------------------------------------- | ----------------------------- |
| Гінді | mujhey kitaab chaahiye mujhey kitaabe'n chaahiye   | Я хочу книжку. Я хочу книжки. |
| Урду  | mujhey kitaab chaahiye mujhey kitaabe'n chaahiye'n | Я хочу книжку. Я хочу книжки. |

- В іншій непрямій конструкції в гінді зазвичай у вигляді додатку вживається інфінітив, який узгоджується з підметом, тоді як в урду існує дві можливості:

| Мова  | Транслітероване речення                                                                                               | Український переклад                                              |
| ----- | --- | ----------------------------------------------------------------- |
| Гінді | mujhey kuchh kitaabe'n khariidnii hai'n                                                                               | Я хочу купити книжки.                                             |
| Урду  | mujhey kuchh kitaabe'n khariidnii hai'n mujhey kuchh kitaabe'n khariidnaa hai'n mujhey kuchh kitaabe'n khariidnaa hai | Я хочу купити книжки. Я хочу купити книжки. Я хочу купити книжки. |

- У реченнях, в яких сполучний партицип вживається на позначення першої дії в серії з двох дій, якщо перша дія у певному сенсі є причиною другої. Гінді переважно уникає сполучного суфікса -kar, вживаючи лише корінь сполучного дієслова. Натомість в урду використання сполучного суфікса необхідне.

| Мова                                                                | Транслітероване речення     | Український переклад              |
| ------------------------------------------------------------------- | --------------------------- | --------------------------------- |
| Гінді                                                               | un-ko dekh ham ro paRey     | Побачивши його, ми розплакались.  |
| Урду                                                                | un-ko dekh-kar ham ro paRey | Побачивши його, ми розплакались.  |
| Проте наступне речення буде мати однакову структуру в гінді й урду: |                             |                                   |
| Гінді/урду                                                          | un-sey jaa-kar miliye       | Будь ласка, піди й зустрінь його. |

- Багато іменників чоловічого роду в урду у гінді мають жіночий рід, хоча зрідка буває і навпаки.

- В урду надзвичайно активно використовується так звана ізафетна конструкція, яка морфологічно була запозичена з перської мови для творення складних іменників. Натомість в гінді ізафетні конструкції не вживаються.

### Словники
- Henry Blochmann (1877). English and Urdu dictionary, romanized (8 ed.). Calcutta: Printed at the Baptist mission press for the Calcutta school-book society. pp. 215.
- John Thompson Platts (1884). A dictionary of Urdū, classical Hindī, and English (reprint ed.). London: H. Milford. pp. 1259.
- Platts J. T., A dictionary of Urdū, classical Hindī and English, Nataraj Books, ISBN 1881338606
- Mānak hindī koṣ. Khaṇḍ 1—5, Prayāg, 1962—66;
- Hindī śabdasāgar, Bhāg 1—11, Vārānasī, 1965—75.
- Русско-хинди словарь, под ред. В. М. Бескровного, М., 1957;
- Хинди-русский словарь, т. 1—2, под ред. В. М. Бескровного, М., 1972;
- Русско-урду словарь, под ред. Зоэ Ансари и Л. М. Померанцева, М., 1959;
- Урду-русский словарь, под ред. Зоэ Ансари, М., 1964;

### Граматики
- John Dowson (1872). A grammar of the Urdū or Hindūstānī language. London: Trübner & Co.. pp. 264.
- John Thompson Platts (1874). A grammar of the Hindūstānī or Urdū language. Volume 6423 of Harvard College Library preservation microfilm program. London: W.H. Allen. pp. 399.
- John Thompson Platts (1892). A grammar of the Hindūstānī or Urdū language. London: W.H. Allen. pp. 399.
- John Dowson (1908). A grammar of the Urdū or Hindūstānī language (3 ed.). London: K. Paul, Trench, Trübner & Co., ltd.. pp. 264.
- Platts J. T., A grammar of the Hindūstānī or Urdū language, London, 1920.

### Загальні огляди, підручники
- Asher, R. E. (1994). Hindi. In Asher (Ed.) (pp. 1547–1549).
- Asher, R. E. (Ed.). (1994). The Encyclopedia of language and linguistics. Oxford: Pergamon Press. ISBN 0-08-035943-4.
- Bailey, Thomas G. (1950). Teach yourself Hindustani. London: English Universities Press.
- Chatterji, Suniti K. (1960). Indo-Aryan and Hindi (rev. 2nd ed.). Calcutta: Firma K.L. Mukhopadhyay.
- Dua, Hans R. (1992). Hindi-Urdu as a pluricentric language. In M. G. Clyne (Ed.), Pluricentric languages: Differing norms in different nations. Berlin: Mouton de Gruyter. ISBN 3-11-012855-1.
- Dua, Hans R. (1994). Hindustani. In Asher (Ed.) (pp. 1554).
- Rai, Amrit. (1984). A house divided: The origin and development of Hindi-Hindustani. Delhi: Oxford University Press. ISBN 0-19-561643-X.
- Зограф Г. А., Хинди, урду и хиндустани (об употреблении терминов), «Краткие сообщения института востоковедения», 1956, т. 18;
- Зограф Г. А., Хиндустани на рубеже XVIII—XIX вв., М., 1961;
- Шаматов А. Н., Классический дакхини. (Южный хиндустани XVII в.), М., 1974.
- Чернышёв В. А., Диалекты и литературный хинди, М., 1969.